# Leichtathletik-Halleneuropameisterschaften 2021/Teilnehmer (Flüchtlingsteam)
| Gelbes Symbol für Goldmedaillen mit stilisierten Olympischen Ringen | Graues Symbol für Silbermedaillen mit stilisierten Olympischen Ringen | Braundes Symbol für Bronzemedaillen mit stilisierten Olympischen Ringen |
| ------------------------------------------------------------------- | --------------------------------------------------------------------- | ----------------------------------------------------------------------- |
| —                                                                   | —                                                                     | —                                                                       |

Im Flüchtlingsteam (englisch Athlete Refugee Team) (ART) wurde vom Europäischen Leichtathletikverband (EAA) ein Athlet bei den Leichtathletik-Halleneuropameisterschaften 2021 in Toruń zugelassen.

## Ergebnisse

### Männer

#### Laufdisziplinen
| Athlet                  | Disziplin | Vorlauf | Vorlauf | Halbfinale         | Halbfinale         | Finale             | Finale             |
| Athlet                  | Disziplin | Zeit    | Platz   | Zeit               | Platz              | Zeit               | Platz              |
| ----------------------- | --------- | ------- | ------- | ------------------ | ------------------ | ------------------ | ------------------ |
| Dorian Celeste Keletela | 60 m      | 6,91 s  | 61      | nicht qualifiziert | nicht qualifiziert | nicht qualifiziert | nicht qualifiziert |